# Голдсборо (Пенсилванија)
Голдсборо (енгл. Goldsboro) град је у америчкој савезној држави Пенсилванија.

## Демографија
По попису из 2010. године број становника је 952, што је 13 (1,4%) становника више него 2000. године.
| Група             | 2000.       | 2010.       |
| Белци             | 919 (97,9%) | 890 (93,5%) |
| Афроамериканци    | 0 (0,0%)    | 8 (0,8%)    |
| Азијати           | 5 (0,5%)    | 6 (0,6%)    |
| Хиспаноамериканци | 6 (0,6%)    | 32 (3,4%)   |
| Укупно            | 939         | 952         |